# Aloe argenticauda
Aloe argenticauda ist eine Pflanzenart der Gattung der Aloen in der Unterfamilie der Affodillgewächse (Asphodeloideae). Das Artepitheton argenticauda leitet sich von den lateinischen Worten argenteus für ‚silbrig‘ sowie cauda für ‚Schwanz‘ ab und verweist auf die silbrigen Brakteen am Blütenschaft.

## Beschreibung

### Vegetative Merkmale
Aloe argenticauda wächst stammlos oder mit kurzen Trieben, sprosst und bildet dichte Klumpen mit bis zu 50 Rosetten. Die graugrüne Blattspreite der Laubblätter ist 30 Zentimeter lang und 3 bis 5 Zentimeter breit. Die Blattoberfläche ist rau. Die dunkelbraunen Zähne am Blattrand sind 2 Millimeter lang und stehen 8 Millimeter voneinander entfernt.

### Blütenstände und Blüten
Der einfache Blütenstand – selten ist ein Zweig vorhanden – erreicht eine Höhe von 120 Zentimetern. Der Blütenschaft ist mehrheitlich mit großen silbrigen Brakteen bedeckt. Die dichten Trauben sind 25 bis 30 Zentimeter lang. Die lanzettlich-verschmälerten Brakteen weisen eine Länge von 50 bis 70 Millimetern auf und sind 8 bis 12 Millimeter breit. Die rosaroten bis dunkelroten Blüten werden zur Mündung hin grünlich. Sie stehen an 5 bis 12 Millimeter langen Blütenstielen. Die Blüten sind 32 bis 37 Millimeter lang. Auf Höhe des Fruchtknotens weisen sie einen Durchmesser von 5 Millimetern auf. Ihre äußeren Perigonblätter sind fast nicht miteinander verwachsen. Die Staubblätter ragen 3 bis 4 Millimeter und der Griffel ragt 6 Millimeter aus der Blüte heraus.

## Systematik, Verbreitung und Gefährdung
Aloe argenticauda ist in Namibia verbreitet.
Die Erstbeschreibung durch Hermann Merxmüller und Johan Wilhelm Heinrich Giess wurde 1974 veröffentlicht.
Aloe argenticauda wird in der Roten Liste gefährdeter Arten der IUCN als „Least Concern (LC)“, d. h. als in der Natur nicht gefährdet, eingestuft.

## Nachweise